# JR東海品川ビル
JR東海品川ビル（ジェイアールとうかいしながわビル）は、東海旅客鉄道（JR東海）が所有する東海道新幹線の品川駅の駅ビルで、JR東海の本社の一つ（東京）が所在する。東京都港区港南に所在し、新幹線の線路およびホームの直上に立地する。品川駅東口地区再開発地区計画と2003年の東海道新幹線品川駅開業に合わせて建設された。
港南口（東口）への自由通路を挟んで北側（東京駅寄り）がA棟（自社ビル）、南側（新横浜駅寄り）がB棟（賃貸）となっており、A棟には新幹線北口改札、B棟には南口改札があるほか、オフィステナントとしてはA棟にJR東海本社（東京）とジェイアール東海情報システム（エクスプレス本部）・新幹線メンテナンス東海（品川旅客事務所）、B棟にJR東海エージェンシー・ジェイアール東海建設・ジェイアール東海コンサルタンツ・ジェイアール東海不動産・日本機械保線・新生テクノスなどが入居。また、改札内を除くと北口改札上にスターバックスコーヒー、南口改札脇にジェイアール東海ツアーズが店舗を構える。3階が改札階で、1～2階部がホームとなり、4～7階がオフィスフロアになる。
この他、A棟のさらに北側に単身者社宅と物流倉庫を兼ねた別棟があり、こちらも含めた延床面積は49,931m2になる。建物敷地内には特別高圧受電所も設置されている。

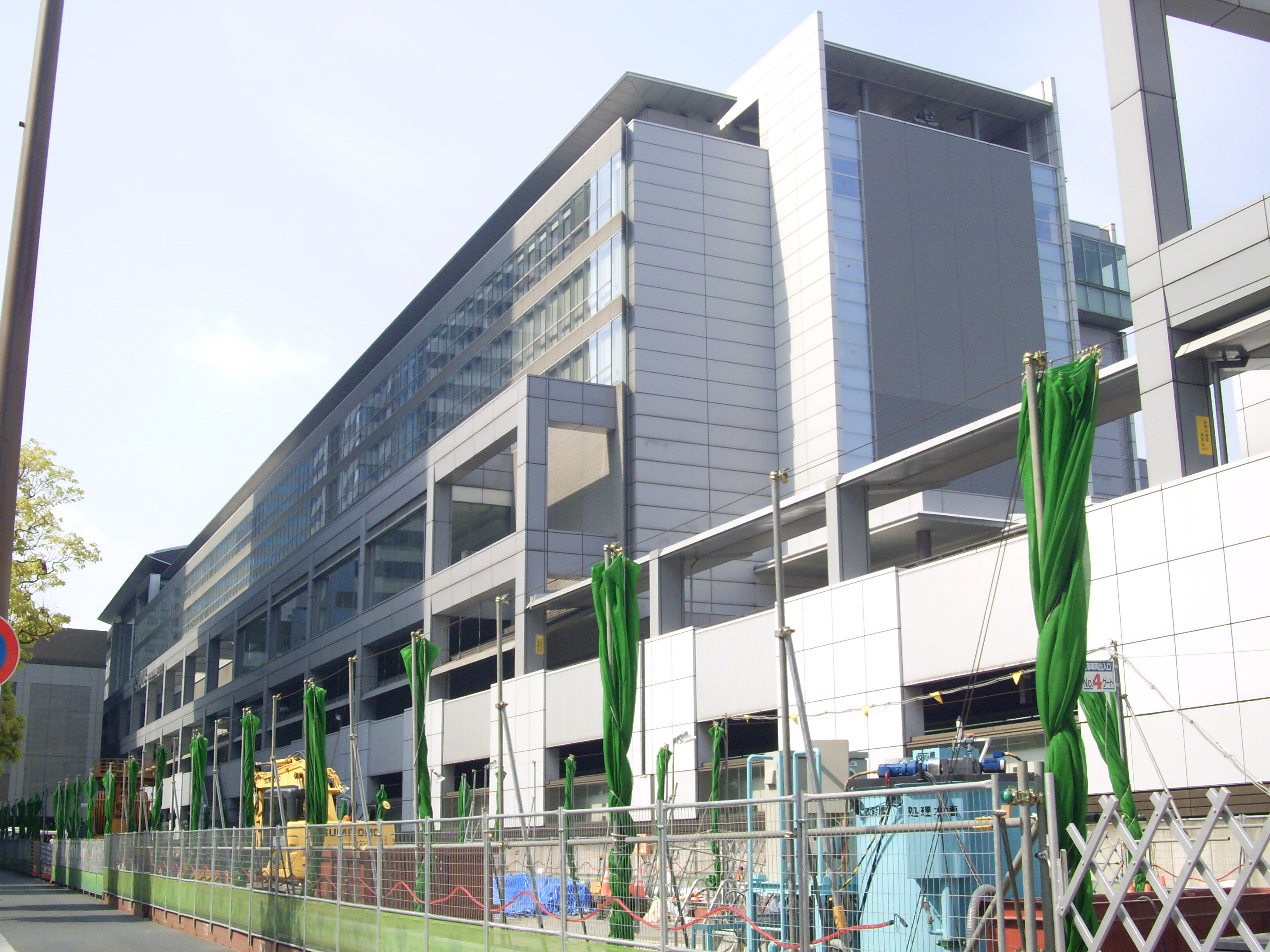
A棟
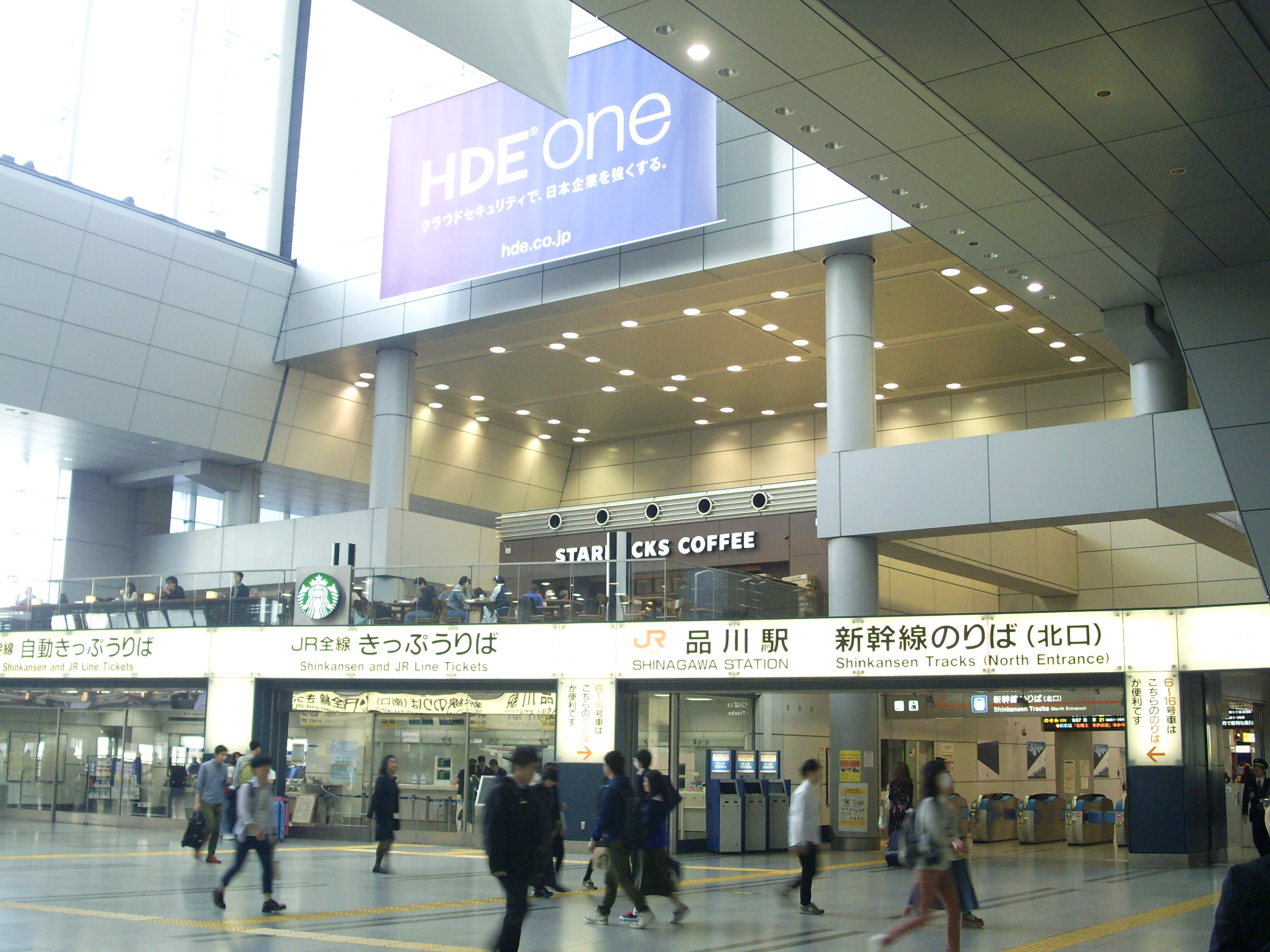
北口改札口 （A棟側）
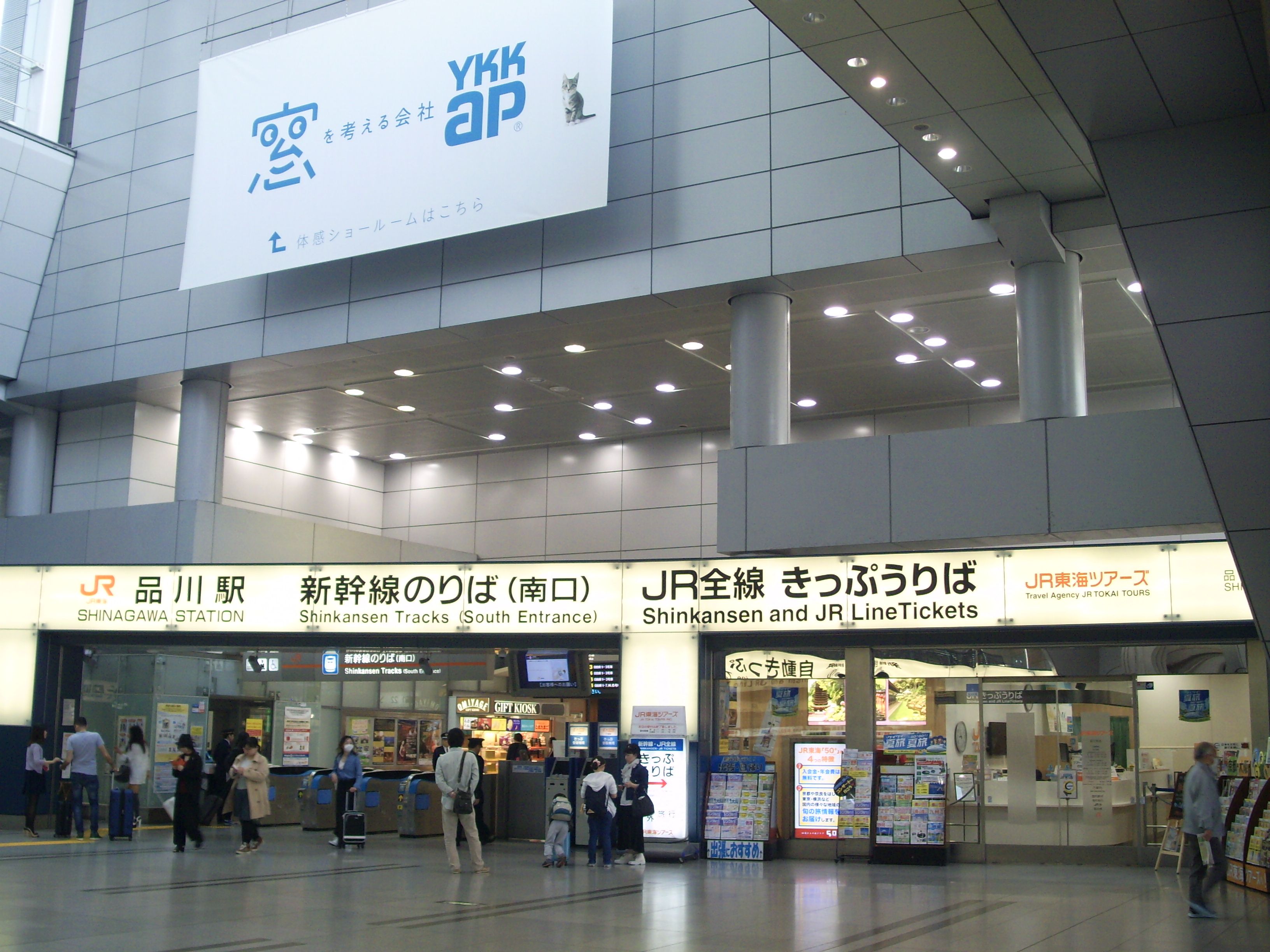
南口改札口 （B棟側）
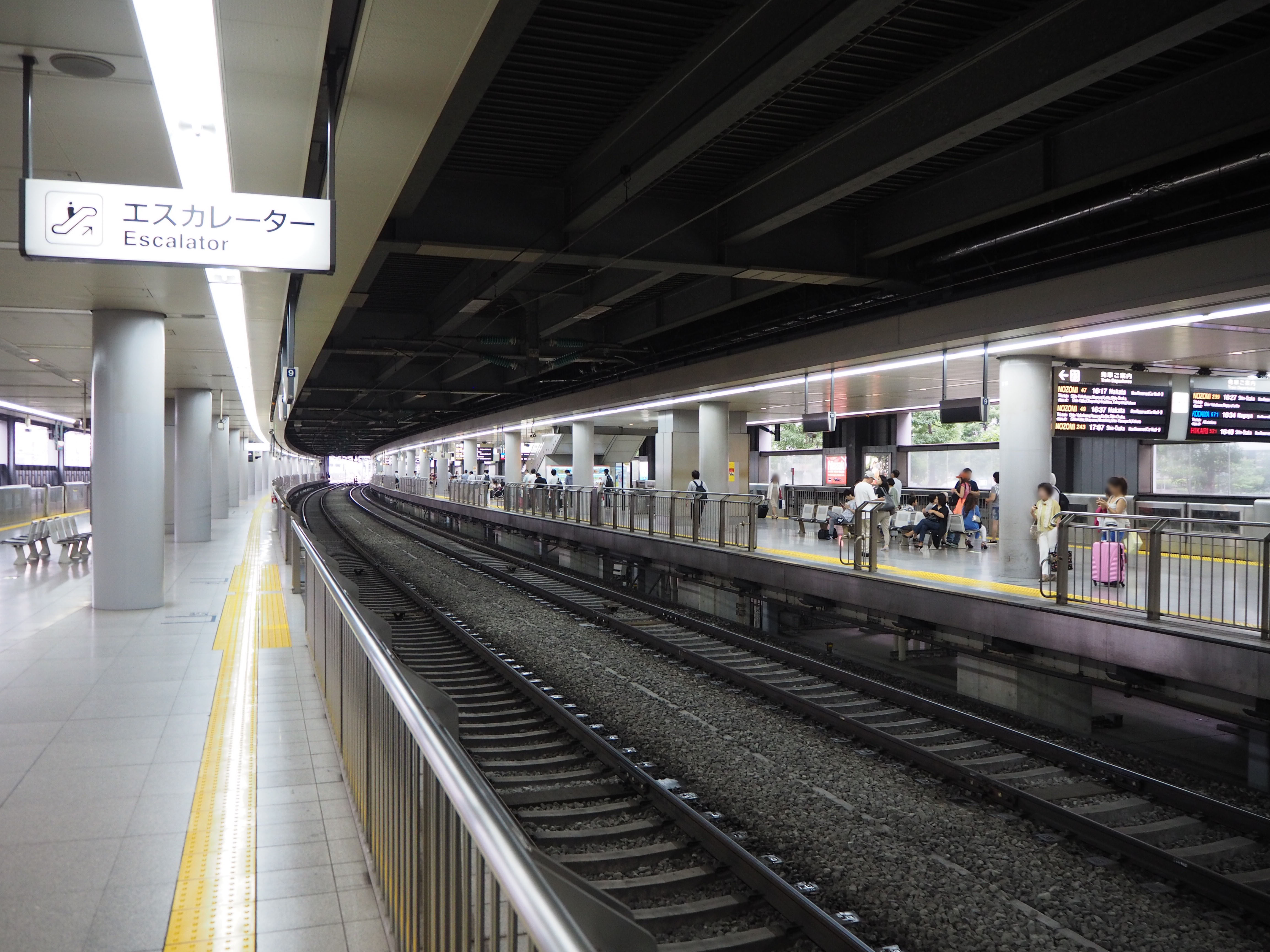
ホーム （A棟直下）
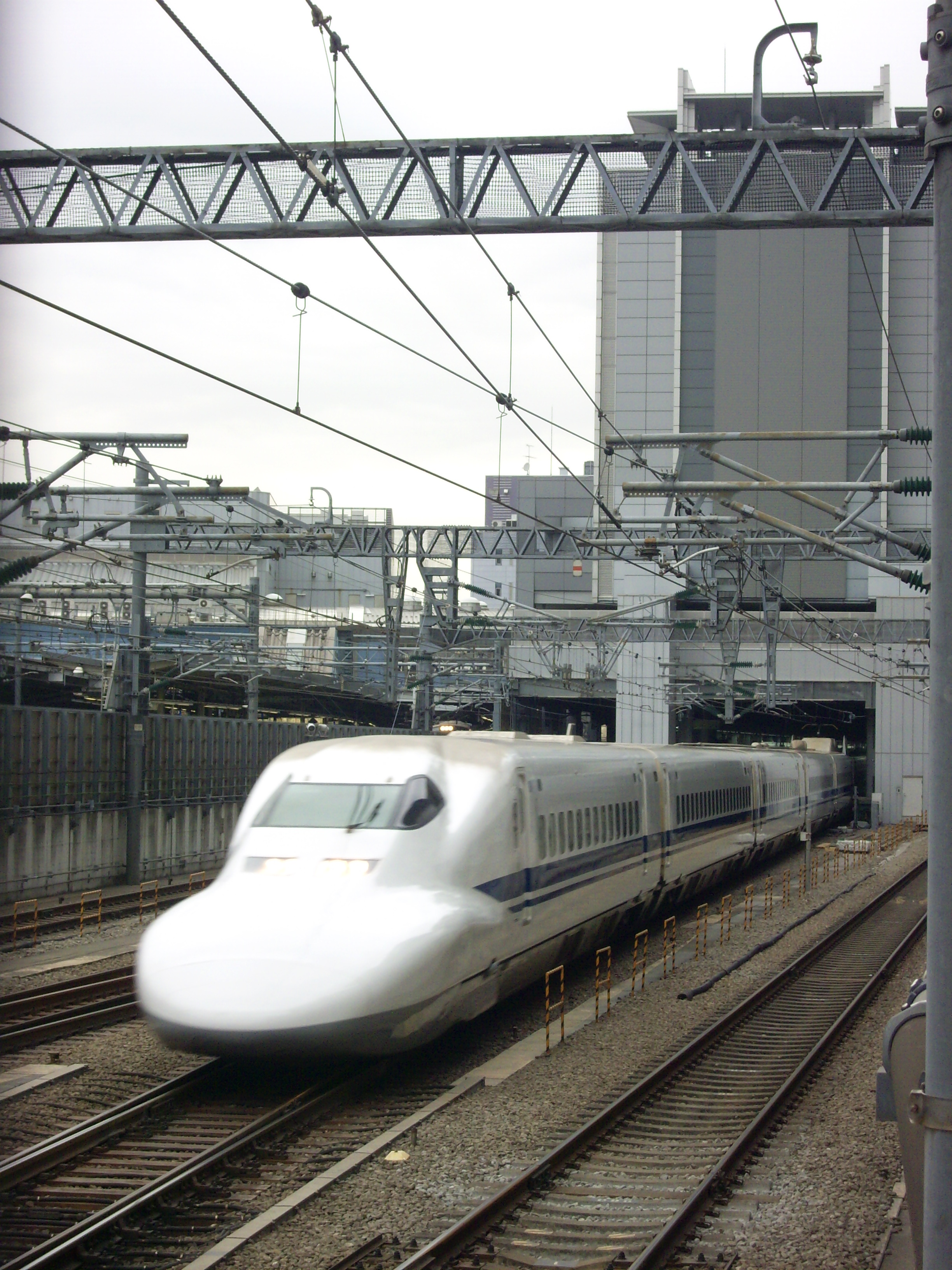
B棟下にある線路
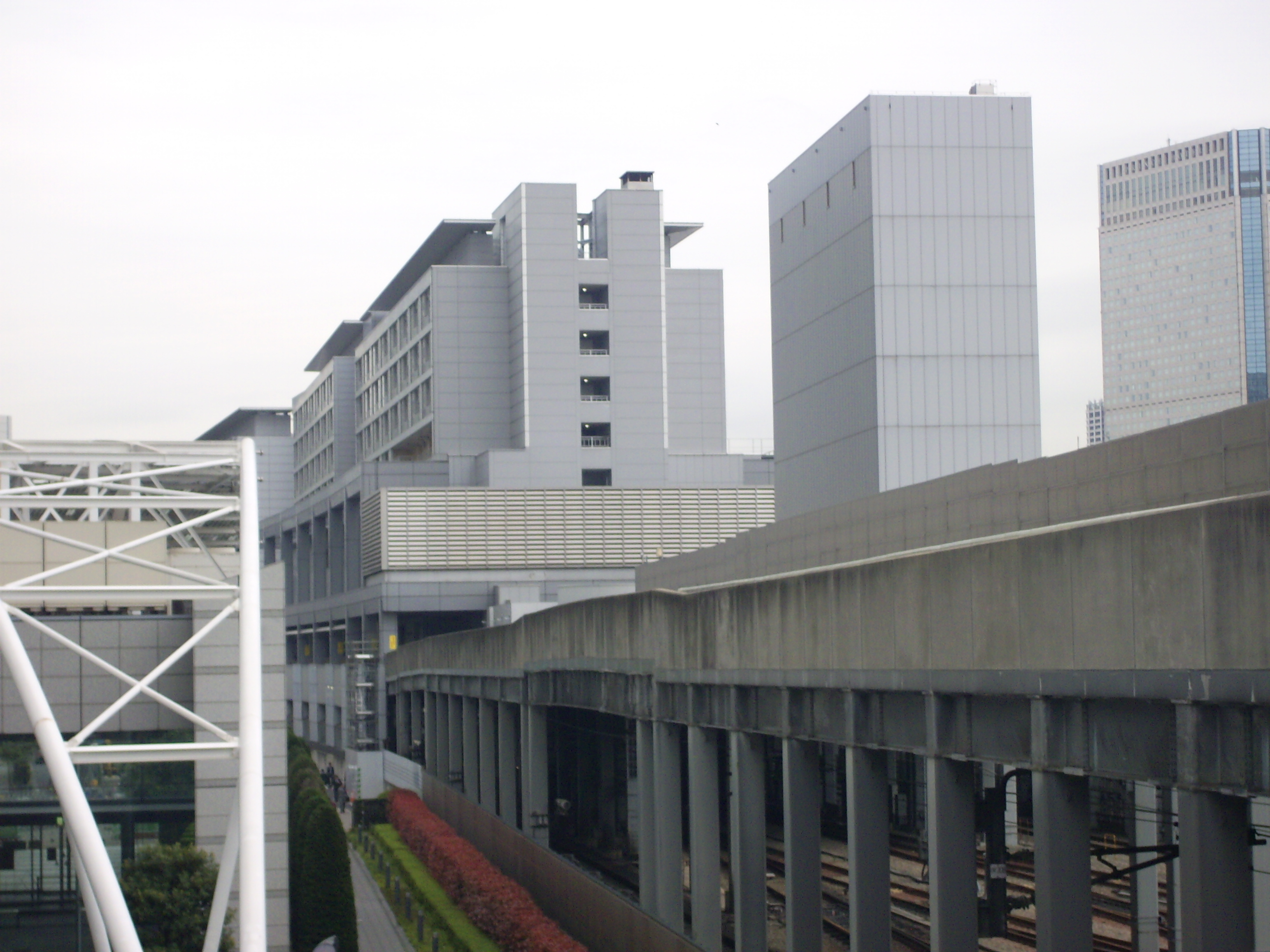
別棟と高架橋道 (高架下が新幹線線路)